# Kristian Chong
Kristian Chong es un pianista australiano de música clásica, y ha ofrecido numerosos conciertos a lo largo de Australia, RU, China, Francia, Hong Kong, Nueva Zelanda, Taiwán, EE. UU. y África.

## Actividades profesionales
- Actuaciones en festivales recientes incluyen el Festival Australiano de Música de Cámara.[2]

- "Friend of Australia (Amigos de Australia" por Turismo Australia[3]

- artista de Musica Viva Australia artist.[4]